# Informe Abril
El informe Abril fue un análisis en el que se juzgaba y evaluaba el sistema sanitario público español, con una serie de recomendaciones para su planificación posterior. Redactado en 1991 por una comisión presidida por Fernando Abril Martorell, apellido del que tomó su denominación. El informe estuvo terminado y presentado al ministro el 25 de julio de 1991 y fue presentado en el Congreso de los Diputados por Abril Martorell el 25 de septiembre, siendo presidente del Gobierno Felipe González Márquez. En él se consideraba que existía "un cierto agotamiento del sistema sanitario". Este informe fue muy criticado en su momento y quedó relegado aparentemente en el olvido. En marzo de ese mismo año se había producido el relevo en el ministro de Sanidad de Julián García Vargas, impulsor del informe, que fue sustituido por Julián García Valverde. Sin embargo muchas de las recomendaciones del mismo se han ido adoptando en la primera década del siglo XXI por el Estado y las comunidades autónomas.

## Miembros de la Comisión
- Presidente: Fernando Abril Martorell.
- Vicepresidente y coordinador: Enrique Costas Lombardía.
- Secretario: Joan Josep Artells Herrero.
- Vocales: Rafael Alonso Pedreira, Lluis Bohigas Santasusagna, Antonio García de Blas, Carmen Martínez Aguayo, Francisco Martínez Borrego y José María Segovia de Arana.
- Colaborador técnico: Rafael Bengoa Rentería.

## Resumen del Informe Abril
Seguidamente se realiza un resumen amplio del mismo:

### Introducción
El origen de la Comisión se debió a los profundos cambios sociales y sanitarios que, en todo el mundo, perturbaban los sistemas de asistencia médica. La adaptación la habían realizado otras naciones europeas con anterioridad como Países Bajos, Reino Unido, Suecia, etc., y de otros continentes. Las variaciones demográficas, los nuevos comportamientos sociales, la presión incesante del acelerado progreso técnico médico, producían crecientes tensiones económicas.
Reconocimiento de los logros.
Se constata que el Sistema Nacional de Salud (SNS) contribuyó a la mejora de la salud de la población y a la corrección de las desigualdades sociales. Su dispositivo público era de los más extensos del mundo y cubría a toda la población española con un esfuerzo económico y calidad técnica y profesional equiparables a los países del entorno.
Dificultades y carencias.
El Sistema sufría tensiones por el aumento de la demanda social, por el envejecimiento y la mejora del nivel de vida y con el desarrollo de los servicios y la tecnología disponible, con recursos cada vez más limitados. Esto llevó a consecuencias negativas en eficacia, equidad y calidad de los servicios sanitarios. Según una encuesta internacional, encargada por la Comisión, el nivel de satisfacción de los servicios sanitarios se situaba en el noveno lugar de once países consultados, y en la que los ciudadanos reclamaban reformas en el Sistema.
Se constata que las autoridades sanitarias, profesionales e industrias relacionadas con el SNS, existía un consenso de las deficiencias, destacando:
- La Atención Primaria, que le correspondía ser la "puerta de entrada" al sistema, continuaba un lento proceso de transformación a formas más eficaces. Considerando que en muchas ocasiones consumen en exceso medios diagnósticos y terapéuticos y sobrecargas en la atención especializada.
- El porcentaje del gasto sanitario se incrementa en la Asistencia Especializada, al mismo tiempo que desciende el de la Atención Primaria.
- La Medicina Preventiva y Salud Pública no tenía el relieve que le corresponde.
- El Sistema público no tenía visión global y empresarial y mantenía relaciones despersonalizadas en la información y coartaba la libertad de elección, todo ello tanto con pacientes, como con familiares.
- Desmotivación de los profesionales en relación con el marco laboral.
- Ausencia de mecanismos de información, evaluación y análisis tanto en sector público como en el privado que dificulta la gestión y el establecimiento de programas de salud.
- Rigidez del Sistema que impedía decidir a los equipos directivos.
- El SNC se orientaba al cumplimiento de los procedimientos formales de la función pública, antes que el conseguir altos resultado por el óptimo empleo de los recursos.

Los instrumentos de gestión y financiación son los que peor se adaptaron, fundamentalmente por el monopolio estatal de la financiación y provisión de servicios y la política inestable y restrictiva en el sector privado. En las comunidades autónomas donde ya se había transferido las competencias sanitarias, estas tendencias de centralismo y burocratización se mantuvieron.
Propósitos de la reforma.
La Comisión quiso resaltar que las mejoras que se proponen y las que se pudieran producir en el futuro, nunca deben afectar al núcleo básico de equidad y solidaridad que constituye la médula del Sistema.
Los propósitos generales eran:
- Promover la responsabilidad a los gestores, para lograr una mayor eficiencia de los recursos.
- Crear bases para que el Sistema funciones con mayor satisfacción subjetiva de los usuarios y con mayor libertad de elección.
- Promover conciencia de coste en el profesional y en el usuario.
- Suscitar la creación de estructuras más flexibles y autónomas en su gasto.

### Bases para la reforma

#### Aspectos de organización
Los objetivos de orientación del servicio al usuario y la consolidación y regeneración de los aspectos angulares del SNS, mediante el estímulo de comportamientos responsables y eficientes en los principales actores, unidades de decisión y proveedores, requieren un importante conjunto de ajustes y cambios graduales de tipo organizativo.
Como principal efecto a conseguir es la combinación e una mayor descentralización, aplicar instrumentos de gestión empresarial y delimitar medios y responsabilidades de los gestores periféricos.
El Consejo Interterritorial.
Con la consecutiva puesta en marcha de los distintos servicios regionales de salud de las comunidades autónomas tendrá importancia decisiva el establecimiento de una "Dirección Estratégica de Política de Salud" para el conjunto del sistema, que precisa la potenciación de las funciones del Consejo Interterritorial.
La previsión de transferencias del sistema exigirían cambios organizativos entre los aspectos de autoridad sanitaria y los de asistencia.
Estructuras de gestión.
Para mejorar la efectividad y eficiencia del conjunto será preciso separar las competencias de financiación y "compra" de servicios sanitarios y las funciones de gestión y provisión. Las reformas en los países con sistemas semejantes al español (Gran Bretaña y Suecia) van en esa dirección.
La Administración Central y Gobiernos Autónomos serían financiadores principales; las Áreas de Salud, "compradores"; hospitales, centros de salud y farmacias, proveedores; y los usuarios, clientes.
La administración sanitaria establecería las normas reguladoras y los recursos financieros. De esta forma se crearía un "mercado interno" con un estímulo competitivo entre las unidades de provisión de servicios que suscitarían mejoras en calidad y en coste. Al usuario le daría un mayor margen de elección. Los "compradores" de forma progresiva podrían responsabiliza a los proveedores de su rendimiento.
Los hospitales complejos, con servicios muy especializados mantendrían una relación singular, compatibilizando el servicio de su área de salud con el dado a otras áreas.
Con el desarrollo de esta nueva organización, más empresarial, permitirá realizar análisis de eficiencia y progresar en la técnica contractual. Como ilustración, las farmacias y las clínicas de concierto ya desempeñaban el papel de proveedores.
Un dato a observar es que loa unidad básica de gestión de "compra" del área de salud que parece describir la ley General de Sanidad no coincidía con lo propugnaba esta Comisión, ni en los cambios dados en otros países. La Comisión no creía que a efectos legales existieran obstáculos insalvables para que las áreas de salud realizaran con responsabilidad la función de "comprador". En su definición legal, las áreas de salud se han fundado en la población asistida. Se aconsejan áreas de mayor tamaño, dentro de un límite provincial, dada la complejidad de servicios y la gestión.
En aquel momento en el Insalud (central y autonómico) concurren la responsabilidad de financiación, de "compra" y de provisión de servicios (salvo farmacéuticos). Esto impide delegar responsabilidades y los defectos de la gestión se transfiere a la cúpula y de ahí al estamento político, que le hacen "chivo expiatorio" de los errores de unos, exigencias de otros y de las disfunciones. Los principios son los de Derecho Público, que podría servir en financiación y "compra", pero que no pueden impulsar el dinamismo y agilidad necesaria para la gestión.
La culminación de este esquema precisa tiempo, cambios estructurales profundos, modificaciones normativas, en la asignación de recursos y en la regulación laboral. Estos cambios se deberán basar en experiencias piloto o simulaciones amplias, acompañadas de un esfuerzo de comunicación que estimule, motive a la vez que serene. Requieren también importantes inversiones en formación humana.
Colaboración con el sector privado.
El nuevo esquema con separación entre compra y financiación de servicios permitirá profundizar en la complementariedad que la Ley General de Sanidad señala para el aprovechamiento eficiente de todos los recursos. El sector privado que vinculase su actividad a las reglas de juego podría competir con seguridad jurídica con la pública, promoviendo una competencia leal que estimule la eficiencia en los proveedores públicos. 
Cambios en el régimen jurídico.
El carácter de servicio público no está determinado por la forma jurídica en que se organiza, sino por su función, por el origen público de los recursos y por la igualdad de los ciudadanos en el acceso a la asistencia. La Comisión entiende que el SNS tendría que adoptar la forma jurídica más adecuada para promover la responsabilidad y poder rendir cuentas de sus resultados.
Flexibilización en el régimen de personal.
Para promover la responsabilidad, motivar y estimular la productividad en los centros asistenciales es necesaria una mayor flexibilidad de la vinculación del personal, que salvaguarde los derechos básicos adquiridos y en un cambio gradual, con diferencias del personal ya adscrito con el de nuevo ingreso.

#### Aspectos de gestión
El análisis de la Comisión confirma de modo absoluto que las formas administrativas son inadecuadas para la asistencia sanitaria. Aunque le SNS no pretende un beneficio económico debe utilizar las modernas técnicas de gestión empresarial con agilización de trámites, definición de responsabilidades y delegación de autoridad. La utilización de importantes recursos que no producen los rendimientos deseados abrigan buenas expectativas a los beneficios a conseguir con una gestión más exigente.
Información.
Se constata la pobreza de los sistemas de información homogéneos para la gestión de la actividad realizada en relación con su coste, que impide realizar evaluaciones técnicas. La comparación de la facturación de los servicios con los costes producidos en análisis internos precisaran las disfunciones en la gestión. Esto implica la información por pacientes y por procesos, sistemas de contabilidad general y analítica. Sólo con la información se puede implicar al personal operativo en la elaboración y cumplimiento de objetivos, toma de decisiones y evaluación de resultados. 
Facturación.
El sistema debe concienciar en el gasto tanto en el usuario como en los profesionales. La salud tiene un coste, y en un elemento central del proceso de información se debería facturar todos y cada uno de los actos de asistencia médica, aunque pudiera se acompañada de la ayuda pública por el importe parcial o total. Hay multitud de servicios que deberían cobrarse en su integridad porque no forman parte del sistema (accidentes de tráfico con seguro de automóvil, otros seguros privados etc.) y que no se cobraban de forma general. 
Recursos humanos.
Comparando con otros países europeas el número global del personal médico del Sistema es muy numeroso, aunque con escasez en ciertas especialidades y determinadas zonas.
Formación continuada.
La permanente formación del personal facultativo debe ser la mejor garantía de cualificación profesional, incentivo y motivación personal y seguridad para la sociedad.
Investigación.
La investigación sanitaria es indispensable para la evaluación y perfeccionamiento de los sistemas sanitarios. Los costes de ésta deberán estar separados de la asistencial.
Vinculación del personal.
El acceso laboral se realizaba mediante el sistema de concurso-oposición o a través de traslados de plazas "en propiedad". Las instituciones asistenciales tienen escasa capacidad de elegir, no pudiendo modificar las plantilla a nivel local. Se plantea que cada organización disponga de flexibilidad normativa para adaptar las necesidades de recursos humanos.
Tecnología.
Toda innovación necesita ser evaluado con criterios de ensayo clínico o experimental, previos su difusión. En ocasiones se ha realizado son experimentarlas, por intereses comerciales. Se precisa un regulación por parte de las autoridades sanitarias para su adquisición y distribución.
Calidad.
La calidad no debe confundirse con los excesos de la "medicina defensiva", ni de una medicina complaciente, no estando inexcusablemente ligado a un mayor coste. Se deberá basar en sistemas homogéneos aceptados con procedimientos de autocontrol tanto internos como externos que permitan comparar. La calidad no solo es técnica sino que también en su aspecto social.
Atenciones sociosanitarias.
La no existencia de dotación específica para la atención de ancianos, crónicos, convalecientes o que precisen cuidados paliativos daban notables disfunciones que se incrementaban. La Comisión considera necesario distintos procedimientos con su dotación específica. Se deberá clarificar entre atención social y asistencia sanitaria con la imputación de su coste nítido.
Contratación externa.
Otro obstáculo de la gestión son las actividades heterogéneas que se desarrollan desde la atención médica a la función hostelera, atención de enfermería y la de ingeniería de mantenimiento. Esto da una mayor vulnerabilidad del centro. Se aconseja hacer con medios propios sólo lo que no se puede hacer con medios ajenos. Aconsejándose subcontratar. 
Complementariedad de la provisión privada y pública.
La legislación reconoce el derecho al libre ejercicio de las profesiones sanitarias y la libertad de empresa y la vinculación complementaria mediante conciertos al SNS. Hasta entonces la coexistencia pública y privada se desarrolló mediante compartimentos estancos, sin información comparativa. Sin embargo según datos parciales hacían presumir unos costes sustancialmente inferiores a la gestión privada que la pública, si bien es verdad que estas últimas tienen otro tipo de responsabilidades que pueden justificar, en parte dicha diferencia. La comisión cree que es fundamental tener datos, con una metodología explícita y rigurosa, para su comparación.
Estrategias de gestión.
No existía una cultura de gestión por las siguientes razones:
- No separación clara entre servicios sanitarios públicos y las administraciones correspondientes.
- Omnipresencia de un sistema burocrático, legal en las formas.
- No identificación de responsabilidades personales a todos los niveles.
- Insuficiente participación del médico, principal agente económico del sistema, en la gestión de servicios.
- Escasa permeabiliadad a nuevas tendencias organizativas y de gestión empresarial.
- Falta de voluntad y confianza para dar a los centros sanitarios autonomía de gestión.
- Fallos de concepción, desarrollo y exploración en los sistemas de información.

Consideraban que era el momento de establecer estrategias de gestión que lleven al sistema a mejores cotas de claridad y eficiencia, y que en el marco de la comunidad autónoma y del área de salud eran los más indicados para su desarrollo por su proximidad.

#### Aspectos de financiación
Tendencia del gasto.
El gasto tenía una tendencia a crecer en la siguiente década de forma inexorable dadas las fuertes inercias que se daban en el contexto sociocultural de Europa Occidental. La atención sanitaria se comporta como un bien superior, es decir, aumenta a un ritmo mayor al proporcional con la renta per cápita. Con la previsión de un crecimiento en los próximos diez años de entre 2,5 y el 3,5 %, el sanitario oscilara en torno al 8% del producto interior bruto (PIB). Se tendrá que valorar si los recursos públicos pueden financiar la totalidad de dicho incremento. En caso de que no se pudiera antender con recursos públicos el incremento, cabrá pensar en actuaciones restictivas (colas, etc.), de carácter delimitativo o por vía de precios. La primera crearía una gran insatisfacción social y redundaría en una insuficiencia global. La segunda, "delimitativa", requiere un debate sobre la concreción de las prestaciones básicas, subvencionadas, de otras complementarias pagadas en gran parte por los usuarios y finalmente las libres.
Agentes financiadores del gasto sanitario público.
El análisis de las sanidad pública de la Europa Occidental muestra la vigencia de dos modelos:
- El del Servicio Nacional de Salud (Reino Unido, Suecia e Italia, con financiación mayoritariamente fiscal.
- El de la Seguridad Social (Francia, Alemania, Países Bajos, etc.), con recursos fundamentalmente de dicho sistema.

En todos existe participación de los usuarios en el pago, más escasa en los servicios nacionales de salud y más relevante en los de seguridad social. Ambos modelos tienen ventajas e inconvenientes. En cuanto a la financiación, el segundo modelo se consideraba mejor para corregir el déficit, con un aumento de las cotizaciones. En el primer modelo la responsabilidad y visión del déficit quedaba diluida. España, en el momento del estudio, se encuentra entre los dos modelos con un 66% proveniente de los impuestos generales, un 30% de cotizaciones y un 4% de otros ingresos. Esto fue una evolución en las últimas décadas, iniciándose en los años 60 con la financiación de las cotizaciones sociales. Las cotas pasaron de ser el soporte mayoritario de financiación, por encima del 80%, una posición minoritaria de alrededor del 30%. Sólo el 13% de lo pagado por cuotas de la Seguridad Social se dedica a financiar la Sanidad, algo no era percibido por los trabajadores del sistema. Un reconocido experto en organización y financiación de sanidad, Sir Roy Griffiths, aconsejó no disminuir la participación de las cotizaciones para evidenciar a los usuarios que el coste no es cero.
Desviaciones de presupuesto.
Como norma en la administración los presupuestos no deben ser holgados, sin embargo en los últimos años las desviaciones entre el presupuesto inicial y final han sobrepasado lo razonable, agudizando los problemas de gestión. La conciencia del carácter irreal de los presupuestos imposibilita una motivación responsable, por lo que resultaba necesario recuperar el realismo de los presupuestos. El capítulo de "otros ingresos" debía dejar de ser un dato marginal y convertirse en un recuso importante. Para ello se debe cobrar lo que no forma parte de la prestación básica, que el sistema no cobra (seguros da automóviles, privados etc.) y en segundo lugar abriendo un campo de prestaciones opcionales y en tercer lugar, si las circunstancias lo aconseja, a una participación directa del usuario. 
Participación de los usuarios.
Se consideraba que la participación del usuario en el coste de las prestaciones básicas, con las excepciones que la equidad requiera, debían ser una fuente adicional de financiación. En relación con las prestaciones básicas, debería ser pequeña, prácticamente simbólica. De los 40 millones de españoles potenciales beneficiarios, unos 2 millones optaron por un sistema distinto, y unos 4 millones una doble cobertura. La opinión pública en la "encuesta Blendon", considera que es mejor la asistencia privada (57%) que la pública, o que es análoga (33 %). Influyendo en la misma factores subjetivos, entre ellos la facilidad de acceso y la libertad de elección. Se debe constatar que en los sistemas privados, con independencia de las primas, es frecuente la participación en el pago de actos sanitarios, y la ausencia de prestación farmacéutica. En resumen, la frontera de la gratuidad como regla general habrá que atravesarla para lograr un mayor grado de satisfacción general.

### Recomendaciones

#### Aspectos de organización
Organización.
Se constata que en la situación final existirá una descentralización autonómica completa, dándose una serie de consejos para realizarla:
- 1. Que las actuaciones contemplen esta circunstancia y simplifiquen la evolución final del proceso.
- 2. La pérdida de importancia de los servicios centrales en cuanto a asistencia y administración, deberá reforzarse con los aspectos estratégicos generales, como la dirección de política de salud para el conjunto del sistema, control y coordinación de la investigación básica, refuerzo de los mecanismos de información, estadística, sanidad exterior, etc.
- 3. Las reformas se deberán establecer separando las correspondientes a la autoridad sanitaria de los de financiación y gestión de la asistencia sanitaria.
- 4. Se deberían potenciar las funciones del Consejo Interterritorial.
- 5. Se recomienda la creación de un instituto de estudios socio-sanitarios, que elaboren una base de datos con los aspectos de la economía del sistema. Recogería los costes unitarios y por procesos.
- 6. Deberían establecerse las pases para la implantación de un sistema de facturación entre comunidades autónomas.

Financiación y provisión.
- 7. Separar la financiación (pública) de la provisión de servicios (pública y privada) para mejora la eficiencia. Esto permitiría introducir competencia entre los proveedores.

Área de salud.
El área de salud se establece como la unidad básica de responsabilidad en la estructura descentralizada del sistema. Para ser eficaz, la Comisión aconseja aumentar el tamaño de la establecida entonces.
- 9. Competencias del área de salud:
  - a) Administración del presupuesto asistencial y la financiación mediante la "compra" de servicios a los proveedores.
  - b) Recibir y hacer cumplir las normas de las autoridades de salud pública y organizar y ejecutar con otro presupuesto diferente, los programas de promoción y prevención.
- 10. Se recomienda separación tajante entes los presupuestos de la asistencia de la prevención y promoción de la salud pública. También se considera que las necesidades de salud pública en temas cono estadística, epidemiología, etc., constituyen obligaciones del ejercicio profesional, necesario en la acreditación.
- 11. El consejo de Dirección, que la Ley General de Sanidad prevé para el área, debería se un Consejo de administración de presupuestos y financiación de la asistencia sanitaria.
- 12. Las figuras del gerente, director técnico del área etc., adquieren así un relieve especial y deberían asignarse par periodos cortos de 3-4 años.

Sociedades públicas.
En las unidades de provisión de asistencia sanitaria y de propiedad pública se debería impulsar una verdadera autonomía financiera y patrimonial.
- 13. Para ello los hospitales y otros centros, podrían transformarse en sociedades estatales sometidas al derecho privado.
- 14. La transformación del régimen jurídico no precisa que sea universal, e inicialmente debería dirigirse a unidades con ciertas condiciones.
- 15. Con independencia de que no se cambie el régimen jurídico en todas las unidades, se debe reforzar la dirección y dar flexibilidad económica.

Personal.
La Comisión recomienda modificar la vinculación laboral del personal, para que los centros tengan más capacidad de decisión. Se distingue entre el personal existente entonces y el futuro, para atender los derechos adquiridos.
- 16. Con respecto al personal que existía se aconseja escindir el Estatuto en dos, uno con la retribución básica y la carrera profesional y otra complementaria de recompensa y sanción potestad de la dirección. De esta forma se personalizarían los niveles retributivos.
- 17. El personal nuevo se contrataría directamente por cada centro, a discreción del mismo pero previamente habilitados y acreditados por algún tipo de organismo o agencia ajena al centro.
- 18. Estimular el desarrollo de la carrera profesional, separando las responsabilidades jerárquicas de la promoción personal.
- 19. Deberían establecerse mecanismos de motivación e incentivación del personal.
- 20. Deberían relacionarse los planes de estudio con las necesidades del sistema.
- 21. Debería preservarse y mejorarse el sistema de especialización médica de los Médicos Internos Residentes (MIR).
- 22. Debería impulsarse la formación continuada.
- 23. Debería adecuarse la formación de la carrera de Enfermería al entorno europeo y a las necesidades del sistema.
- 24. Considerar la extensión y mejor de resto de profesiones técnicas sanitarias.

Servicios privados.
La provisión con medios no públicos tiene que ser complementario para devolver eficiencia al sistema, con mayor participación y competencia leal.
- 25. La comisión recomienda:
  - a) Establecer las condiciones de solvencia financiera y acreditación sanitaria.
  - b) Actualizar la normativa vigente que regula la actividad del seguro de asistencia sanitaria.
  - c) Mejorar los contratos de concertación de servicios.
  - d) Actualizar el ordenamiento de entidades colaboradoras y mutuas, con especial extensión de las prestaciones -incluir las farmacéuticas- a los pensionistas y reglamentar el uso del dispositivo sanitario de la Seguridad Social.
  - e) Evaluar las entidades colaboradoras y mutuas con suficiente tradición para aplicarse el posible modificación, mantenimiento o impulso que proceda.

#### Aspectos de gestión
Contabilidad y presupuestos.
Los presupuestos deben ser realistas y rigurosos y las técnicas de registro y control deben ser las de la empresa.
- 26. Sería necesario formular esquemas de medición del producto final y productos intermedios en los servicios sanitarios.
- 27. Deberían crearse unidades de coste/beneficio con capacidad de facturación interna.
- 28. Debería promoveres la participación responsable del personal médico en la gestión.
- 29. Introducir el Plan General de contabilidad, con su adaptación sectorial, y establecer las auditorías externas como hábito.
- 30. En la información contable diferenciar la actividad asistencial, de la docencia y de investigación y así imputar los costes con los beneficios obtenidos.
- 31. La facturación con indicación de todos los costes debería ser sistemática, tanto para recuperar ingresos que se pierden como para trasladar al usuario una información del consumo de recursos.

Contratación externa.
- 32. El desarrollo del SNS en los próximos años tendrá un gasto creciente y un cambio tecnológico que implica que en algunos casos se deben crear o ampliar nuevos servicios y de la supresión de otros. Para la ampliación deberían seguirse los siguientes criterios:
  - Flexibilidad, cuando sea con cargo a recursos ociosos del propio centro.
  - Si no existen los suficientes recursos ociosos, analizarse la cobertura con contratación externa.
  - Si no es posible la contratación externa, exigirá un severo examen para emitir una autorización específica y razonada.
- 33. La contratación externa requiere contratos adecuados que den seguridad, calidad y precio.

Calidad.
- 34. Deben introducirse normas de calidad de la estructura, de procesos y de resultados, con especial atención al coste por proceso.
- 35. La calidad asistencial debe asegurarse mediante el establecimiento de métodos y mecanismos de acreditación.
- 36. De forma natural las preferencias de los consumidores darán mayor calidad, atención personalizada, confort y compromiso del servicio. Sin embargo las administraciones y proveedores deberán impulsar y desarrollar este proceso con un enfoque global.

#### Aspectos de financiación
Financiación.
Los recursos deben asegurar el sostenimiento de los servicios y la distribución equitativa. Deben ayudar a que los usuarios y proveedores conozcan la dimensión de los costes y el esfuerzo individual y social soportado.
- 37. La fuente principal debe proceder de los Presupuestos Generales, pero no conviene reducir la procedente de las cotizaciones de la Seguridad Social ni de otros ingresos.
- 38. La aportación de la Seguridad Social es básica para que el individuo conozca su esfuerzo en el coste de los servicios.
- 39. El déficit debería ser soportado con la parte alícuota de la estructura del presupuesto inicial.
- 40. Los "otros ingresos" deberían ser crecientes, facturándolos y asegurando su cobro.
- 41. Los centros sanitarios podrían obtener ingresos adicionales por docencia, servicios hoteleros complementarios, etc.
- 42. Los usuarios deberían participar en el pago de los servicios, que en principio serían casi simbólicos.
- 43. Debería mejorarse la equidad hacia un criterio "per capita". También debería establecerse un fondo de nivelación interterritorial.

Contenido de las prestaciones.
Es preciso definir las prestaciones y servicios en el sistema de financiación público.
- 44. Delimitarse las prestaciones básicas cubiertas mayoritariamente con recursos públicos.
- 45. La introducción de nuevas prestaciones básicas debería ser reglada con dotación presupuestaria.
- 46. Debería crearse el concepto de "prestación adicional" y "complementaria", cofinanciadas por el usuario.
- 47. Debería establecerse un mecanismo estable para evaluar cualquier nueva tecnología y efectuarse en cooperación con el Consejo Interterritorial.

Farmacia.
Se deben adoptar medidas que limiten la "sobreprescripción" de fármacos. Reconociendo que la medida sería impopular, aconsejando la participación en el coste, compensando con otras cuantías en pensiones o de tipo fiscal.
- 48. La regla general es la participación en el coste, exceptuando los grupos que se consideren precisos. En los pensionistas se incrementaría la pensión, pues la medida no tiene un fin recaudatorio sino de concienciación del coste y eliminación del fraude.
- 49. Por lo mismo se darían ayudas específicas a pensionsitas no contributivos y enfermos crónicos.
- 50. Si por razones de oportunidad política no se estimase conveniente generalizar la participación en el coste, se podría analizar el pago, con reembolso posterior del 40%.
- 51. Enfatizar a los médicos el conocimiento farmacológico, incluyendo información económica, comunicándoles los gastos originados por sus prescripciones.
- 52. Debería separarse el hecho de inscripción de un nuevo medicamento en el registro farmacológico de su inclusión automática en el sistema.

Atención social.
La insuficiencia de medios adecuados para la atención de enfermos crónicos y personas de edad avanzada, lleva a su atención en hospitales de agudos, con elevado coste y sin recibir la asistencia que realmente precisan. Por ello la Comisión recomienda:
- 53. Diferenciar los costes de lo que debiera haberse resuelto en otro ámbito y distinguiendo e oste de los mayores de 75 años, "cuarta edad", que requieren una particular atención estadística. De esta forma se impulsaría:
  - a) Priorización para la creación de camas de media y larga estancia.
  - b) Situar la responsabilidad básica de la atención social pública.
  - c) Coordinar la interrelación entre la atención sanitaria y social.
  - d) El sector público debe asegurar la prestación sin que necesariamente sea el proveedor y el que ejerza el gasto directo.
  - e) Utilizar también en el sector social el contrato como instrumento de gestión.

Listas de espera.
Las listas de espera se encuentran presentes en todos los sistemas de salud europeos, más dilatados en los financiados básicamente por presupuestos generales y menos en los soportados por la Seguridad Social. La importancia de estas listas es que este "bien formada", es decir que no se produzcan demoras en procesos que se agraven por este retardo, constatando que entonces no existían necesidades urgentes no cubiertas por el Sistema. También se constata que en la medicina privada no son infrecuentes estas demoras, sin que por ello se perciba insatisfacción. Para paliar los problemas de la misma se aconseja:
- 54. Definir plazos de tiempo por tipos de servicio.
- 55. Establecer métodos de registro rigurosos para las listas de espera.
- 56. Mejorar la programación de los ingresos hospitalarios.
- 57. Generalizar el contrato de concierto por proceso.
- 58. Proceder con flexibilidad, fomentando las experiencias que optimicen el uso de recursos.
- 59. Concertar en casos necesarios medios ajenos, vigilando los posibles intereses velados.

Urgencias.
Entonces los servicios de urgencias se utilizaban por tres grupos de pacientes: Un 3-5% por urgencias vitales; un 35-40% por la que son percibidas por el paciente angustiado que, salvo excepciones, no lo son de forma clínica; y un 50-60% que lo emplea como cortocircuito del Sistema, que es el que masifica los servicios de urgencias y colapsa la actividad hospitalaria. La Comisión recomienda:
- 60. Fortalecer y coordinar los sistemas especiales de emergencias para accidentes de tráfico, de trabajo y determinadas emergencias médicas.
- 61. De forma experimental disponer en algunos Centros de Saludo como puntos adicionales de atención urgente datados de medios elementales de diagnóstico.
- 62. En caso de no se consiguiera mejora, habría que aplicar prudentes medidas económicas disuasorias.

Salud pública.
Conciliar una mayor sensibilidad hacia el consumidor, con la atención a las necesidades y problemas de salud de la comunidad como un todo. La Comisión recomienda:
- 63. Las administraciones sanitarias impulsen la elaboración de estrategias de salud de carácter intersectorial y establecer prioridades, como lo realizado en otros países europeos.
- 64. La actividad asistencial debe incluir actividades de prevención, promoción y educación sanitaria con objetivos e incentivos definidos.